# Беднак
Бедна́к (фр. Bedenac) — коммуна во Франции, находится в регионе Пуату — Шаранта. Департамент коммуны — Шаранта Приморская. Входит в состав кантона Монльё-ла-Гард. Округ коммуны — Жонзак.
Код INSEE коммуны — 17038.

## Население
Население коммуны на 2010 год составляло 633 человека.
| 1962 | 1968 | 1975 | 1982 | 1990 | 1999 | 2010 |
| ---- | ---- | ---- | ---- | ---- | ---- | ---- |
| 553  | 475  | 437  | 431  | 494  | 508  | 633  |

## Экономика
В 2010 году среди 428 человек трудоспособного возраста (15—64 лет) 213 были экономически активными, 215 — неактивными (показатель активности — 49,8 %, в 1999 году было 43,1 %). Из 213 активных жителей работали 190 человек (110 мужчин и 80 женщин), безработных было 23 (10 мужчин и 13 женщин). Среди 215 неактивных 20 человек были учениками или студентами, 25 — пенсионерами, 170 были неактивными по другим причинам.